# Staicele
Staicele ( výslovnost) je město v Lotyšsku nacházející se na území kraje Limbaži. Do 1. července 2021 bylo Aloja střediskem stejnojmenného zaniklého kraje. V roce 2010 zde žilo 1152 obyvatel.